# 炭店镇
炭店镇，是中华人民共和国陕西省咸陽市彬州市一个已撤销的乡级行政区，2015年，陕西省民政厅批复同意撤销炭店镇，将其所辖行政区域划归新民镇。